# Dom Esterki w Rzeszowie
Dom Esterki w Rzeszowie − nazwa zabytkowej kamienicy w Rzeszowie przy Rynku 15 i Mickiewicza 2. Choć na półlegendarna postać Esterki żyła w wieku XIV, a pierwszy drewniany budynek powstał tutaj dopiero na początku wieku XVII. Tradycja nazywania kamienic imieniem Esterki jest typowa dla miast założonych przez Kazimierza Wielkiego, w których istniała niegdyś społeczność żydowska, jak właśnie Rzeszów, ale też Opoczno, czy Radom.

## Położenie
Kamienicy znajdującej się pomiędzy Rynkiem, a ulicą Mickiewicza, a Pl. Cichociemnych. Kamienica tak więc posiada aż trzy elewacje zewnętrzne, styka się wyłącznie z innymi zabudowaniami od jednej strony (południowej).

## Charakterystyka
Dom wybudował mieszczanin Marcin Gaida w 1617 roku. Ok. roku 1670 Gaidowie sprzedają dom lekarzowi Janowi Wolickiemu, a ten, kupcowi pochodzenia ormiańskiego - Andrzejowi Passakowiczowi. W XVIII wieku w kamienicy mieścił się browar, a od strony ulicy Mickiewicza, wedle akt miejskich działały 4 sklepy górne i 4 dolne, a także magazyny w piwnicach. W 1723 roku kamienicę kupuje lokaj Lubomirskich Jakub Baldorf. Baldorf, jako protegowany właścicieli Rzeszowa dostaje zgodę na handel rybami w sieni kamienicy i powiększenie powierzchni sklepowych. Przez dwa lata, od 1754 roku kamienica znajduje się w rękach Makrela Moskowicza, który odsprzedaje budynek rodzinie rzeszowskich kupców - Szajnochów. W tym czasie zlikwidowano browar i wybudowano oficynę mieszkalną. W 1805 roku Marianna de domo Szajnocha Milczyńska w testamencie zapisuje kamienicę 2 córkom, które 7 lat później sprzedają ją Ludwikowi Holzerowi. W 1850 roku dom nabywa Chaja Geschwind. Kamienica w rękach jej rodziny pozostaje w części aż do ok. 1920 roku. W 1915 roku uruchomiono tu działającą aż do połowy lat 70. XX wieku (po II wojnie światowej jako państwową) aptekę. Ostatnią właścicielką, która figurowała w księgach wieczystych, jeszcze po 1945 była Berta Schipper. W latach 70. kamienicę przepisano na własność Skarbu Państwa. Po 1989 kamienica nabyła nowych właścicieli, którzy zapobiegli po części grożącej katastrofie budowlanej. Obecnie w kamienicy znajdują się zarówno w piwnicach jak i na poziomie gruntu kawiarnie i kluby, natomiast na piętrze szkoła językowa.
Kamienica reprezentuje bardzo prosty styl architektoniczny. Elewacja praktycznie pozbawiona jest ozdób. Jedynym elementem zdobniczym jest oddzielająca kondygnacje prosta listwa. Jedynie odmienna jest elewacja kamienicy od strony rynku, gdzie prosta, wąska fasada na piętrze została podzielona całkowicie płaskimi pilastrami, które stanowią optyczne oparcie dla prostego trójkątnego szczytu.